# Teodor Rusev
Teodor Rusev, né le 27 juin 1991, est un coureur cycliste bulgare.

## Biographie
Cycliste amateur, Teodor Rusev travaille comme chef d'une pizzeria à Sofia.
En 2020, il devient champion de Bulgarie sur route. Malgré ce titre, il n'est pas sélectionné pour les championnats d'Europe, en raison d'insultes proférées à l'encontre de sa fédération sur Facebook,. 

## Palmarès et résultats

### Palmarès par année
- 2020
  -  Champion de Bulgarie sur route
  - 3e épreuve de la Coupe Doltcini
  - 3e du championnat de Bulgarie du contre-la-montre
- 2021
  - 4e épreuve de la Coupe Doltcini
- 2022
  - 3e épreuve de la Coupe Doltcini

### Classements mondiaux
| Année           | 2016   | 2017 | 2018   | 2019 | 2020 |
| --------------- | ------ | ---- | ------ | ---- | ---- |
| UCI Europe Tour | 1 482e |      | 1 989e |      | 472e |